# La Théorie de la banque libre
La Théorie de la banque libre est un livre de George Selgin paru en 1988 et en 1991 en français.

## Quatrième de couverture
Résultat de quinze années de recherches à l’initiative du prix Nobel Friedrich Hayek, La Théorie de la banque libre présente une solution qui se veut définitive aux problèmes de l’inflation et des crises conjoncturelles.
Avec une définition de plus en plus floue de la monnaie et des flux de capitaux échappant au contrôle des gouvernements, on se rend de plus en plus compte à quel point il est difficile de définir et de mettre en œuvre une politique monétaire. La théorie de la banque libre résout ces dilemmes et ces contradictions de manière concluante… et inattendue : elle montre pourquoi aucune autorité monétaire centrale ne pourra, en fait, jamais maîtriser le problème de l’équilibre monétaire, et ne peut engendrer qu’incertitude et désajustement.
Ce livre est le produit d’une recherche de pointe ; cependant, la précision de ses analyses, l’ampleur de ses références et sa description réaliste des systèmes bancaires, en font aussi la meilleure introduction aux problèmes de la monnaie pour le profane intelligent, et le meilleur manuel possible d'économie monétaire pour des étudiants en sciences économiques.

### Éditions
- George Selgin (trad. de l'anglais), La Théorie de la banque libre, Paris, Les Belles Lettres, 1991, 415 p. (ISBN 2-251-41003-1, lire en ligne)
- (en) George Selgin, The Theory of Free Banking : Money Supply under Competitive Note Issue, Lanham, Rowman & Littlefield, 1988, 232 p. (ISBN 0-8476-7730-3, lire en ligne)

### Critiques
- (en) Roger W. Garrison, « The Theory of Free Banking: Money Supply under Competitive Note Issue by George A. Selgin », Southern Economic Journal, vol. 56, no 3,‎ janvier 1990, p. 832-834 (DOI 10.2307/1059394)
- (en) Matthew B. Kibbe, « Book Review: The Theory of Free Banking: Money Supply Under Competitive Note Issue by George A. Selgin », The Freeman, vol. 39, no 2,‎ février 1989, p. 87-88 (lire en ligne, consulté le 9 novembre 2014)
- (en) Richard H. Timberlake, « The Theory of Free Banking: Money Supply under Competitive Note Issue. by George Selgin », Journal of Money, Credit and Banking, vol. 23, no 2,‎ mai 1991, p. 272-274 (DOI 10.2307/1992783)
- (en) Eugene N. White, « The Theory of Free Banking: Money Supply Under Competitive Note Issue. by George A. Selgin », Journal of Economic Literature, vol. 28, no 1,‎ mars 1990, p. 93-95 (lire en ligne, consulté le 15 novembre 2014)